# Leptomorphus obscurus
Leptomorphus obscurus är en tvåvingeart som beskrevs av Loïc Matile 1977. Leptomorphus obscurus ingår i släktet Leptomorphus och familjen svampmyggor.
Artens utbredningsområde är Centralafrikanska republiken. Inga underarter finns listade i Catalogue of Life.